# Augochlorella ephyra
Augochlorella ephyra är en biart som först beskrevs av Carlos Schrottky 1910.  Augochlorella ephyra ingår i släktet Augochlorella och familjen vägbin. Inga underarter finns listade.